# Lourdes Casanova
Lourdes S. Casanova es una académica y autora, profesora titular en la Escuela de Administración Samuel Curtis Johnson y directora del Emerging Markets Institute, donde se ha especializado en mercados emergentes.

## Biografía
Nació en la localidad oscense de Fraga (España). Fue profesora en las universidades de California y Zúrich antes de ingresar en el Departamento de Estrategia en INSEAD. Posteriormente pasó en 2012 a ser profesora titular en la Escuela de Administración Samuel Curtis Johnson y directora del Emerging Markets Institute  en la Universidad Cornell, donde ejerce actualmente. Está especializada en negocios internacionales, con especial atención en Latinoamérica, y las multinacionales en mercados emergentes. Está casada con Soumitra Dutta, profesor en la misma universidad con el que tiene una hija.
Es autora del libro Global Latinas: Latin America’s emerging multinationals (Palgrave Macmillan, 2009) y coautora de Innovalatino, Fostering Innovation in Latin America (2011), El papel de España en los lazos económicos entre Asia y Latinoamérica: grandes empresas, pymes y la ciudad de Barcelona como puentes entre las dos zonas (2012) y The Political Economy of an Emerging Global Power: In Search of the Brazil Dream (Palgrave Macmillan, 2014).
Su nombre ha aparecido entre los cincuenta pensadores más influyentes de Iberoamérica de 2014, en un listado publicado en la página web esglobal.org, editada por el think tank Fundación para las Relaciones Internacionales y el Diálogo Exterior (FRIDE).

## Área de investigación
Los trabajos de Casanova se centran en la economía y las empresas de Latinoamérica. Casanova plantea que en el siglo XXI la situación ha cambiado y ahora regiones como Latinoamérica están mejor preparadas que otras para afrontar crisis. La autora defiende cómo la situación del sector empresarial latinoamericano ha variado para mejor y las empresas latinoamericanas están cada vez más dentro del círculo de las más innovadoras del mundo, pese a no conseguir aún un prestigio entre la opinión pública como el poseído por las multinacionales estadounidenses. Así, comenta Santiso (2013, p. 66), las multilatinas, al expandir su ámbito de acción, se habrían transformado en Global latinas, un término acuñado por Casanova.

## Publicaciones
Casanova publica en inglés y español. Entre sus publicaciones se encuentran:
Libros
- — (2009a). Global latinas: Emerging multinationals form Latin Americ (en inglés). Palgrave Macmillan.[9][6]
- Casanova, Lourdes; Fraser, Matthew, eds. (2009b). From Multilatinas to Global Latinas: Latin America's Emerging Multinationals (en inglés).Dennison (2009, p. 13)

Artículos
- — (1998). «Telefónica, la creación de una multinacional». Síntesis: Revista documental en ciencias sociales iberoamericanas. ISSN 0213-7577.Crandall y Guadalupe (Roett, p. 187)
- — (2010a). «Corporate social responsibility and Latin American multinationals: is poverty a business issue?». Universia Business Review (en inglés) (25). ISSN 1698-5117.[10]
- — (2010b). «Lazos de familia: Las inversiones españolas en Iberoamérica». Foreign affairs: Latinoamérica 2 (2). ISSN 1665-1707.Crandall y Guadalupe (Roett, p. 187)
- — (2011). «El ascenso de las multinacionales en la economía global». revista ICE (859).Santiso (2009, p. 66)